# Immeuble Haas

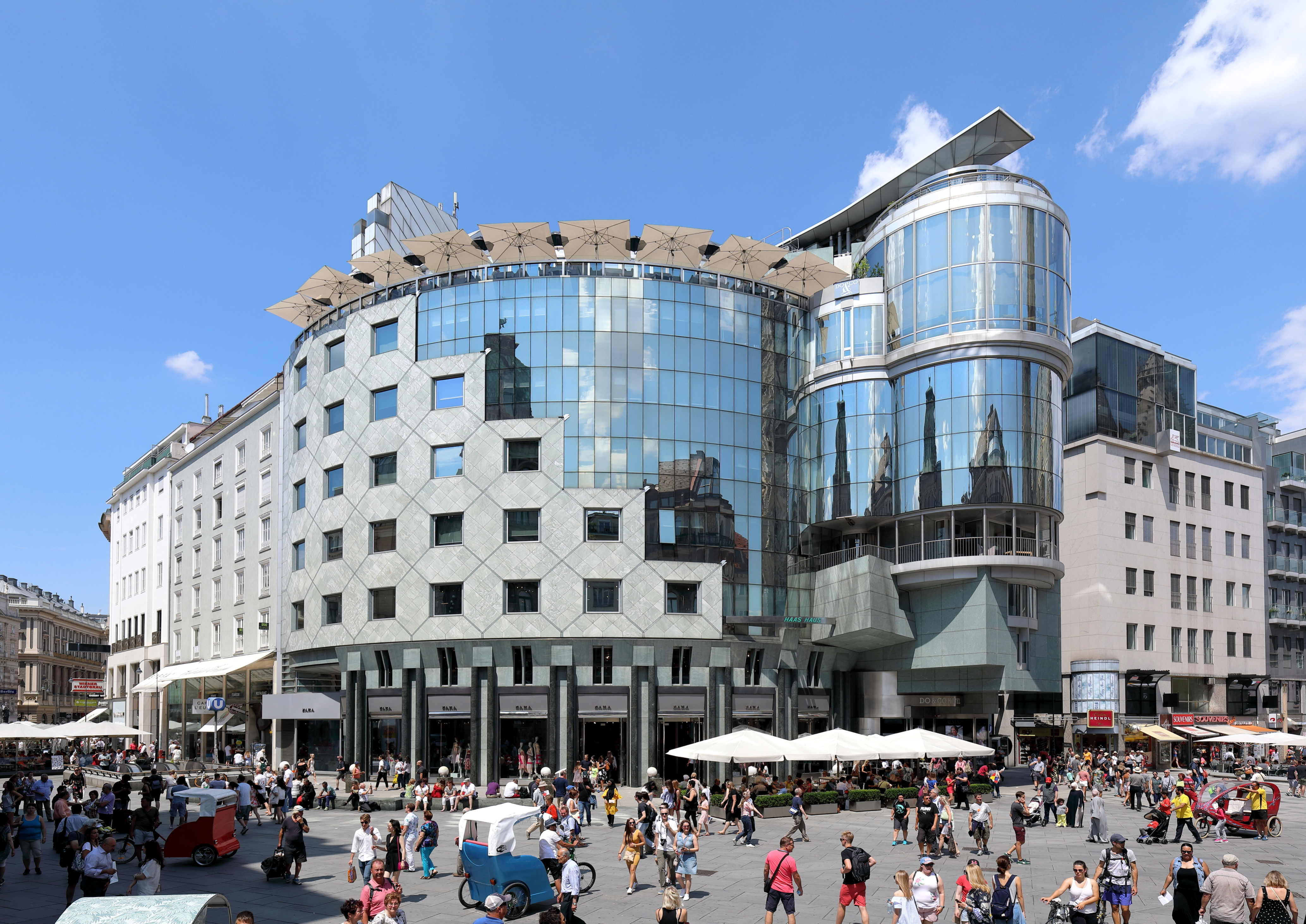
L'immeuble Haas sur lequel se reflète la cathédrale de Vienne.

L'immeuble Haas est un édifice récent qui s'élève sur la Stephansplatz dans le centre historique de l'Innere Stadt de Vienne en Autriche. 

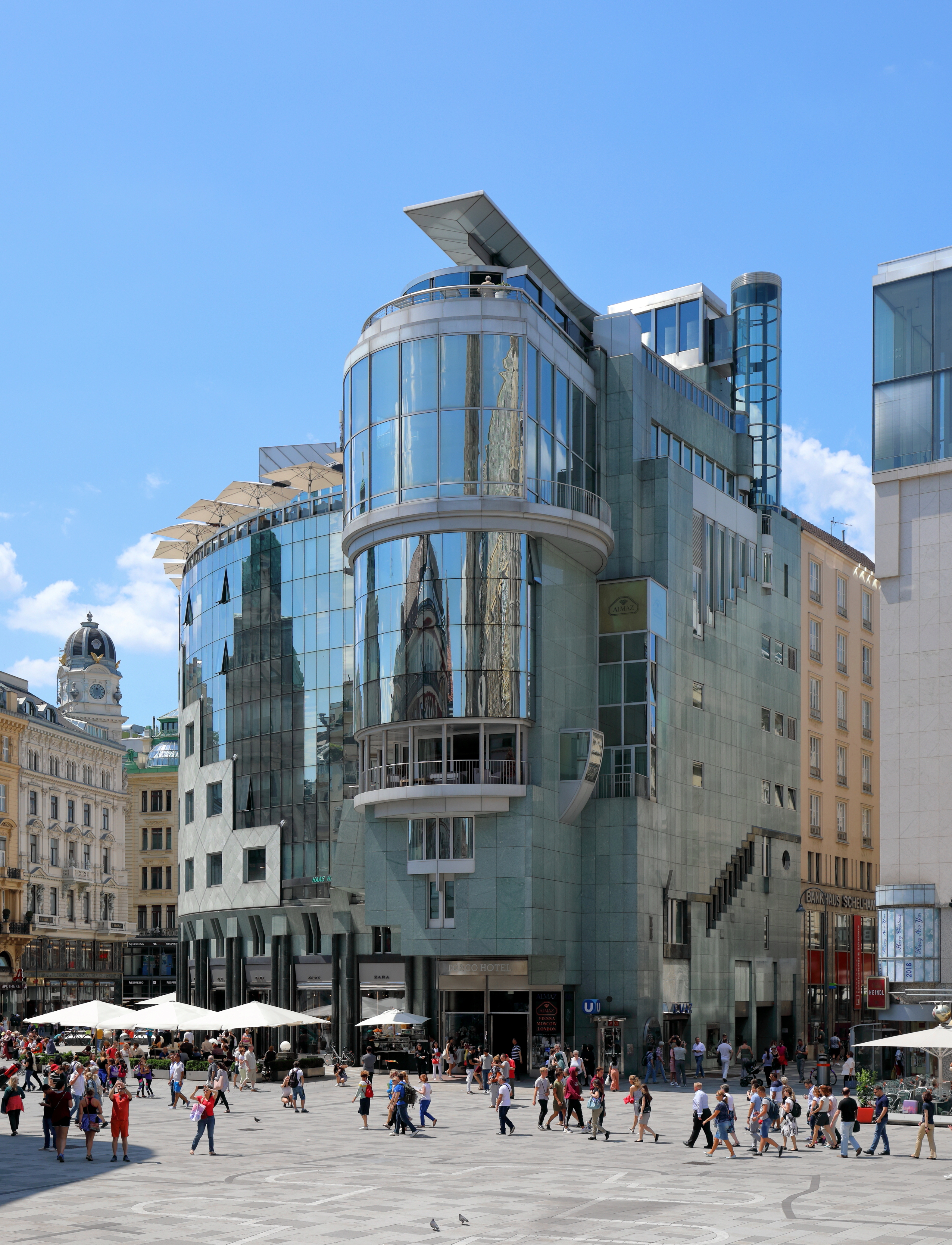
Le modernisme de l'immeuble Haas entouré d'immeubles anciens.

L'immeuble Haas se dresse en face de la cathédrale Saint-Étienne de Vienne. Le bâtiment fut construit par l'architecte Hans Hollein et inauguré en 1990. 
De style moderne, l'immeuble remplace un précédent bâtiment qui avait été construit après la Seconde Guerre mondiale et qui avait succédé à l'ancien magasin de tapis de la maison « Philipp Haas und Söhne » (Philippe Haas et fils). L'immeuble a repris l'appellation Haas d'origine.
Le style avant-gardiste de l'architecture est toujours un sujet de polémique en raison de la proximité de ce bâtiment avec la cathédrale Saint-Étienne et le cœur historique du vieux centre-ville.
Le bâtiment abrite un hôtel (le Do&Co) et son restaurant, ainsi qu'un grand magasin Zara.